# Daniel Filho
Daniel Filho, all'anagrafe João Carlos Daniel (Rio de Janeiro, 30 settembre 1937), è un attore, regista e produttore cinematografico brasiliano.

## Biografia
Figlio unico del cantante catalano Joan Daniel Ferrer e di un'attrice argentina, è entrato in contatto con i grandi nomi dello spettacolo brasiliano già in tenera età. Nel cinema si è fatto notare come attore all'inizio della sua carriera, in due dei più popolari film brasiliani degli anni '60 (Os Cafajestes e Boca de Ouro). Nel 1969 ha diretto il primo di una dozzina di lungometraggi.
Ha lavorato per anni presso Rede Globo come regista di telenovelas, dirigendo tra le altre Pecado Capital (1976), Dancin' Days (1979), O Astro (2011), nella quale ha anche dato volto a uno dei personaggi più importanti. Daniel Filho è stato inoltre ideatore e regista principale della serie tv Malù donna e ha fatto parte del cast della telenovela Senza scrupoli, altro grande successo di TV Globo.
Ha ottenuto numerosi riconoscimenti tra cui il Grande Prêmio do Cinema Brasileiro 2016. 

## Vita privata
Divorziato quattro volte, è attualmente sposato con la cantante Olivia Byington. Ha due figli: una femmina, l'attrice Carla Daniel, nata dal primo matrimonio; e un maschio, frutto delle sue seconde nozze, con Betty Faria.

## Filmografia parziale

### Regista
- A Rainha Louca, serie tv
- Sangue e Areia, serie tv
- Demian, o Justiceiro, serie tv
- Passo dos Ventos, serie tv
- A Gata de Vison, serie tv
- Malù donna, serie tv
- Dancin' Days
- Brillante, telenovela
- O Impossível Acontece, co-regia di C. Adolpho Chadler, Anselmo Duarte (1969)

### Attore
- Colégio de Brotos
- Fuzileiro do Amor
- Tem Boi na Linha
- Maluco por Mulher
- Eu Sou o Tal
- Mulheres e Milhões
- Esse Rio Que Eu Amo
- Os Cafajestes
- Boca de Ouro, regia di Nelson Pereira dos Santos (1963)
- O Impossível Acontece, regia di C. Adolpho Chadler, Anselmo Duarte, Daniel Filho (1969)
- A Cama Ao Alcance de Todos
- Os Herdeiros, regia di Carlos Diegues (1970)
- As Quatro Chaves Mágicas
- Roleta Russa
- O Descarte
- O Casal
- Ana, a Libertina
- Vida Vida
- Chuvas de Verão
- Espelho Mágico (1977)
- O Beijo No Asfalto, regia di Bruno Barreto (1981)
- Bar Esperança
- Quilombo, regia di Carlos Diegues (1984)
- Espelho de Carne
- Um Trem para as Estrelas
- Tanga (Deu no New York Times?)
- Romance da Empregada
- O Corpo
- Tieta do Brasil (Tieta do Agreste), regia di Carlos Diegues (1996)
- Querido Estranho
- Se Eu Fosse Você
- Tempos de Paz
- Assalto ao Banco Central
- Eu Não Faço a Menor Ideia do Que Eu Tô Fazendo Com a Minha Vida
- Muita Calma Nessa Hora 2
- O Amuleto
- Até que a Sorte nos Separe 3: A Falência Final